# Châu Bình, Giồng Trôm
Châu Bình là một xã thuộc huyện Giồng Trôm, tỉnh Bến Tre, Việt Nam.
Xã Châu Bình có diện tích 27,16 km², dân số năm 1999 là 8.794 người, mật độ dân số đạt 324 người/km².

## Lịch sử
Ngày 6 tháng 12 năm 2019, Hội đồng Nhân dân tỉnh Bến Tre ban hành Nghị quyết 68/NQ-HĐND về việc sáp nhập ấp Bình Thạnh vào ấp Bình Phú.